# Guillermo Díaz
Guillermo Díaz (29 de dezembro de 1930) é um futebolista chileno. Ele competiu na Copa do Mundo FIFA de 1950, sediada no Brasil.. 